# بترسهاغن
بترسهاغن (بالألمانية: Petershagen) هي بلدة ألمانية تقع في ألمانيا في Minden-Lübbecke. يقدر عدد سكانها بـ 26,171 نسمة.

## المدن التوأمة
مدينة Petershagen-Eggersdorf هي مدينة توأمة لـبترسهاغن.

## أعلام
- أوقست فيك
- يوهان فريدريش ويلهلم هيربست
- إدلغارد بولمان